# Conférence épiscopale portugaise
La Conférence épiscopale portugaise (en portugais : Conferência Episcopal Portuguesa, abrégé CEP) est une conférence épiscopale de l’Église catholique — une structure pastorale et administrative —, formée le 1er septembre 2000. Elle réunit les évêques et les archevêques du Portugal. Elle s’occupe en particulier de questions liturgiques, pastorales et de toute question impliquant la vie de l’Église catholique portugaise. L’assemblée générale des évêques et des archevêques du Portugal la chapeaute et ses décisions sont approuvées par le pape.
La conférence se réunit deux fois par an sous l’égide de sa présidence. Entre les sessions, son conseil permanent siège, composé d’un président, d’un vice-président, d’un secrétaire et de deux membres permanents.
En 2017, le président du praesidium est le cardinal-patriarche de Lisbonne, Manuel do Nascimento Clemente, assisté du vice-président António Augusto dos Santos Marto, évêque de Leira-Fatima, et du père Manuel Joaquim Gomes Barbosa. Le conseil permanent est quant à lui présidé par Jorge Ferreira da Costa Ortiga, archevêque émérite de Braga.
La conférence est représentée à la Commission des épiscopats de l’Union européenne (COMECE). Son président participe également au Conseil des conférences épiscopales d’Europe (CCEE), avec une petite quarantaine d’autres membres.

## Historique
Les évêques du Portugal ont commencé à se regrouper dès les années 1930. Les statuts de la conférence sont approuvés par le Saint-Siège en 1967 (deux ans après le décret d’application du concile Vatican II qui officialise les conférences épiscopales).

## Sanctuaires
La conférence épiscopale a désigné deux sanctuaires nationaux, dont l’un est devenu sanctuaire international :
- le sanctuaire du Christ-Roi d’Almada[7], dès 1937[8] avec confirmation en 2003[9] ;
- le sanctuaire Notre-Dame de Fátima et sa basilique Notre-Dame-du-Rosaire, désigné sanctuaire national en 2006[10] et devenu sanctuaire international[11] par la suite.[Quand ?]